# Wulwodynia
Wulwodynia (od łac. vulva "srom" i stgr. ὀδύνη odynē "ból") – zaburzenie polegające na chronicznym bólu lub dyskomforcie, charakteryzującym się uczuciem palenia, kłucia czy podrażnienia w genitaliach żeńskich w przypadkach, kiedy nie występuje żadna infekcja czy choroba skóry sromu lub pochwy powodująca te objawy. Najczęściej występuje odczucie palącego bólu, jednak rodzaj i nasilenie objawów są bardzo zindywidualizowane. Ból może być stały lub nie, zlokalizowany albo rozprzestrzeniony.
Przyczyny wulwodynii nie są znane. Najnowsze badania wskazują, że mogą one być złożone i wynikać z uszkodzenia nerwów, z czynników genetycznych lub/oraz ze zbyt dużej gęstości zakończeń nerwowych prowadzącej do nadwrażliwości skóry.
U części chorych kobiet nie zostaje postawiona diagnoza nawet po wieloletnich poszukiwaniach i wizytach u szeregu lekarzy. W USA 40% kobiet pozostaje w dalszym ciągu bez właściwej diagnozy po wizytach u trzech różnych specjalistów-ginekologów.
Leczenie wulwodynii ma na celu zlikwidowanie bólu. Terapia obejmuje: 
- leczenie farmakologiczne,
- zabiegi chirurgiczne,
- fizjoterapię,
- właściwą dietę.

Korzystny wpływ w radzeniu sobie z wtórnymi skutkami choroby ma często wsparcie psychologiczne lub seksuologiczne.